# Abbaye d'Obermarsberg
L’abbaye d'Obermarsberg est une ancienne abbaye bénédictine à Marsberg, en Allemagne.

## Histoire
Le monastère est fondé en 785 ou en 799 par Charlemagne sur l'Eresburg, près du village d'Obermarsberg, là où il vainquit les Saxons. À la demande de Charlemagne, un édifice en pierre de style basilique est construit à la suite de la première église en bois. Les moines suivent la règle bénédictine et l'église est dédiée aux apôtres Saint-Pierre et Saint-Paul. En 799, le pape Léon III rend visite à l'occasion de sa venue au Reichstag de Paderborn, confirmant les droits accordés par Charlemagne (dîme, immunité et juridiction personnelle).
En 826, Louis le Pieux rattache la communauté à l'abbaye de Corvey, qu'il contribue à sa fondation, en tant que prieuré. Le prévôt était membre à part entière de l'abbaye de Corvey. Les membres de l'abbaye de Marsberg sont pour la plupart issus de la petite noblesse de la région. Les paroisses de Niedermarsberg et de Thülen sont incorporées au prieuré.
Dans la collégiale, en 938, la dispute entre le roi Otton Ier et son demi-frère Thankmar (de) prend fin lorsque ce dernier est tué près de l'autel par une lance lancée à travers une fenêtre latérale de l'église. Une tête couronnée sur un pilier de l'église rappelle le demi-frère.
Le premier prévôt d'Obermarsberg connu sous son nom est Erkenbert de Homburg (de), qui devint abbé de Corvey en 1107. En 1115, les habitants d'Obermarsberg se révoltent pour la première fois contre les moines. L'abbé Erkenbert oblige alors le comte Frédéric d'Arnsberg (de) à attaquer la colonie et à détruire les fortifications. En 1150, le roi Conrad III accorde aux moines le droit d'exploiter le minerai (or, argent, plomb et étain). À partir de 1176, l'église du village de Horhusen (aujourd'hui Niedermarsberg) qui émerge dans la vallée est subordonnée à l'abbaye de Corvey. Vers 1205, on commence à protéger le complexe monastique d'Obermarsberg par des murs.
En 1230, la ville et le prieuré d'Obermarsberg sont en grande partie détruits par un incendie. En raison de difficultés financières, la communauté monastique est contrainte de vendre une partie de ses biens. L'église actuelle est construite en 1240 dans le style gothique sur les vestiges de l'édifice roman précédent.
En 1319 et 1330, le complexe est gravement endommagé par des incendies. En 1325, la communauté compte douze membres et le prévôt. Il s'agirait du plus grand nombre de frères. En 1410, un clocher est construit.
Comme dans la ville de Marsberg, il y a aussi des partisans de la Réforme protestante dans le monastère. Même le prévôt Christophe d'Esleve (de) penche pour le luthéranisme. Il menait apparemment une vie très mondaine, il a toujours eu treize chevaux dans son écurie. Les dettes du monastère s'élèvent à 8 000 thalers. Comme le prévôt ne soutient pas la politique de contre-Réforme de l'électeur Ernest de Bavière, les jésuites sont envoyés à Marsberg en 1617. En 1620, le prévôt se convertit officiellement au luthéranisme. Le monastère reste catholique. Pendant la guerre de Trente Ans en 1633, les troupes impériales sont cantonnées dans le monastère. Le complexe est presque entièrement détruit par les troupes hessoises en 1646. La reconstruction commence en 1669 sous la direction du prévôt Ferdinand de Metternich.
Le complexe monastique actuel est achevé en 1671. Les bâtiments sont simples et construits en forme de H au sud de l'église. La porte principale, appelée Arche Benedictus, est construite en 1759. Après la sécularisation de l'abbaye en 1803, le complexe est reconstruit en 1805. Une partie du bâtiment du monastère est utilisée comme pastorat et presbytère. Une autre partie devient propriété privée.

## Église abbatiale

### Architecture
La première église est un bâtiment en bois. Elle est suivie d'une basilique en pierre. L'édifice existant aujourd'hui date essentiellement de la seconde moitié du XIIIe siècle. Elle est construite dans un style de transition roman-gothique. Il s'agit d'une église-halle voûtée à trois nefs. Les nefs sont séparées par trois paires de piliers solides. Les nefs mesurent 35,1 m de longueur jusqu'au chœur et 11 m de hauteur. Les deux allées latérales font 7,6 m de large et l'allée centrale fait 7 m de large. Le chœur est détruit par les Suédois en 1646 et reconstruit plus tard. L'abside a aujourd'hui une extrémité 5/8.
Le clocher occidental, haute de 53 m, est construit en 1410. Les murs ont 2 m d'épaisseur. Après la destruction lors du siège et la destruction d'Obermarsberg pendant la guerre de Trente Ans, le clocher est reconstruit 7 m plus bas. L'ancienne pointe à bille est détruite par un incendie en 1817 et remplacée par l'actuel toit pyramidal en 1829.
Le portail du clocher occidental est ogival et se situe sous une haute fenêtre en trois parties avec entrelacs. Après une restauration du clocher en 1908, plusieurs personnages sont placés dans les niches des grandes fenêtres. On peut voir Laurent de Rome et Sturm de Fulda. À droite se trouvent Paul de Tarse et à gauche Pierre. Ce dernier date de 1410.
Sur le côté sud de l'église se trouve une grande fenêtre ronde maçonnée après sa destruction en 1646 et qui n'est rouverte qu'en 1891. La porte en contrebas mène à la sacristie, qui faisait autrefois partie du domaine du prévôt.
La crypte est située en contrebas du chœur. On l'appelle aussi familièrement "Cave de la Lande", car on croyait que c'était l'emplacement de l'Irminsul. Il y a deux inscriptions latines sur les murs de la crypte. La traduction de l'inscription sur le mur nord se lit comme suit : "La fête des chaînes de Pierre (1er août) est la commémoration annuelle de la consécration de l'église." L'autel de la crypte n'est construit qu'en 1932 et est dédié au missionnaire, l'abbé et Sturm. Il aurait construit le premier autel à l'emplacement de l'église après la conquête de l'Eresburg.

### Décoration
Dans la salle du clocher se trouvent cinq pierres tombales en fonte de chanoines du XVIIIe siècle. Il existe également un groupe en croix du XVIIe siècle.
L'intérieur de l'église est détruit en 1645. Seule la figure de Sainte Anne trinitaire est gothique et date d'environ 1500. Presque tous les nouveaux meubles sont créés par l'atelier Papen (de) dans le style baroque. Cela inclut également les bancs de l'église, dont les joues présentent de riches sculptures. Certains bancs de bureau portent les noms des donateurs. Le mobilier comprend une chaire richement décorée de têtes d'anges. Une double Vierge avec enfant et sceptre est offerte par le trésorier de la ville, Johas Eling. Le maître-autel date de 1719. Le retable central représente la naissance du Christ. L'ovale montre la Sainte Trinité et au-dessus l'Immaculée Conception. Sur les côtés se trouvent des images des patrons de l'église Pierre et Paul. Les stalles du chœur se trouvent devant le maître-autel. L'autel latéral gauche (autel en croix) date de 1724. Derrière l'autel se trouvent deux têtes (Charlemagne et Pape Léon III) sur le mur. L'autel latéral droit date de 1718. Le retable représente la Reine du Rosaire avec Dominique. D'autres pièces d'équipement comprennent les deux confessionnaux baroques. L'un d'eux montre les armoiries des prévôts Ferdinand et Justin de Metternich. La Piéta est créée en 1744. Un remarquable ostensoir à rayons est créé par Johann Friedrich Bräuer en 1717. Dans la zone du chœur se trouve le tombeau de l'abbé de Corvoy Henri d'Aschenbroich, qui vit à l'abbaye d'Obermarsberg après sa démission et y meurt en 1626.

### Orgue
L'orgue présente une façade baroque à deux étages et richement décorée d'images sculptées. On y voit notamment David jouant de la harpe. Un cartouche rappelle l'époque de la construction de l'orgue. Traduit, il dit : "Sous la direction du grand et noble prévôt Justin von Metternich et du maire Wilhelm Theilen, cet orgue a été achevé en 1707."
L'orgue est attribué à Peter Henrich Varenholt (de), facteur de Bielefeld, qui utilisa du matériel plus ancien. Mais Johann Jacob John (de) d'Einbeck et les frères Reinecke (de) de Rohden sont également envisageables comme bâtisseurs. En 1859, l'orgue est agrandi pour inclure un deuxième clavier par Heinrich Schulte de Warburg, qui construit également de nouveaux coffres à tiroirs pour l'orgue principal. Après 1900, la disposition est modifiée dans le style romantique. Une restauration est réalisée en 1973 par Franz Breil (de), qui rem l'instrument dans son état de 1869 avec quelques extensions. L'instrument dispose de 23 registres, répartis en deux claviers et un pédalier. Environ la moitié du stock de canalisations est ancien ; le reste date de 1973.